# Méristème apical racinaire
Le méristème apical racinaire (MAR) (du latin apex, apicis = « sommet, extrémité ») est la zone de croissance des racines chez les végétaux et est à l'origine de tous les tissus différenciés de la racine. Le méristème apical racinaire est également la zone où sont perçus les signaux de l'environnement comme la gravité (gravitropisme), les obstacles (thigmotropisme), l'humidité du sol (hydrotropisme). Le MAR assure non seulement la croissance des racines mais permet également d'optimiser leur croissance en fonction des variations des conditions environnementales.

## Trois principaux types de méristèmes racinaires

### MAR primaires
Les méristèmes primaires assurent la croissance en longueur et de la racine. 
Le cytoplasme de leurs cellules est riche en ribosomes et mitochondries. Ces cellules possèdent de gros noyaux et leurs vacuoles sont divisées en de nombreuses petites vacuoles. Les cellules du MAR primaire ne possèdent pas d'autre plastes que des protoplastes.
C'est du MAR primaire que dérive le MAR secondaire. 

## Évolution des MAR

### MAR fermés
Dans ce type d'organisation apicale, la coiffe, le cylindre conducteur ainsi que le cylindre corticale dérivent d'assises cellulaires indépendante et individualisé du MAR. L'épiderme a quant a lui la même origine que la coiffe ou le cylindre conducteur.

### MAR ouverts
Dans ce types d'organisation apicale, l'ensemble des régions, ou au moins le cylindre cortical et la coiffe, dérivent d'un seul groupe de cellules du MAR.

## Anatomie des MAR et formation des tissus racinaires

### Croissance de la racine à partir du méristème

Vert : zone pilifère
Violet : zone d’élongation
Bleu : méristème
Rouge : centre quiescent
Jaune : coiffe.

Si on trace sur une racine en croissance des traits équidistants à l'encre de Chine, on, remarque rapidement que seules les marques situées vers l'extrémité de la racine s'écartent les unes des autres ; la croissance est subterminale donc c'est au niveau de l'apex qu'il faut chercher les sites responsables de la rhizogenèse (croissance de la racine).  
La pointe d'une racine comporte plusieurs étages et il y a également un étagement dans la différenciation cellulaire :
- La coiffe : c'est le manchon cellulaire à l'extrémité de la racine (position terminale) qui a pour but de protéger le méristème racinaire. Les cellules les plus externes de cette coiffe sécrètent en abondance un mucilage avant de s'exfolier/se desquamer au contact du sol à cause des dommages mécaniques, provoqués par le contact de la racine en croissance avec les particules du sol. La coiffe nécessite donc une régénération permanente de ses cellules, réalisée à partir de la zone d'entretien de la coiffe, du côté racinaire. La coiffe possède dans sa partie centrale un ensemble de cellules allongées formant la columelle. Celui ci contient des organites appelés statolithes, permettant la perception de la gravité.
- Le centre quiescent : situé juste au-dessus de la coiffe, c'est une zone où il n'y a presque pas de division cellulaire[1].
- Le méristème racinaire : c'est un étage de division cellulaire où on peut observer un tout début de différenciation tissulaire. Il est situé au-dessus du centre quiescent.
- Au-dessus de la zone de prolifération cellulaire, se trouve la zone de croissance et de différenciation cellulaire tissulaire. Cette zone se situe en dessous de la zone pilifère.
- Zone pilifère : zone où se situent les poils absorbants. On y trouve différents tissus de la racine; le rhizoderme, l'endoderme, le péricycle, le phloème et le xylème.